# Yui Chunoshin
Yui Chunoshin (en japonès: 由比 忠之進, Yui Chunoshin) (Itoshima, Prefectura de Fukuoka, 11 d'octubre de 1894 - Tòquio, 12 de novembre de 1967) va un ser pacifista i esperantista japonès que es va immolar en protesta per la participació del Japó a la guerra del Vietnam.
Va néixer a la prefectura de Fukuoka, a la ciutat de Maebaru, actual Itoshima. Va estudiar a l'escola industrial de Tòquio i va treballar com a enginyer de ràdio. El 1921 va aprendre esperanto. El 1923 va ser escollit membre de la junta directiva del Japana Esperanto-Instituto. El 1932 va participar en la fundació de l'Associació d'Esperanto de Nagoya, la ciutat on vivia. Durant la Guerra del Pacífic (1941-1945) va treballar a una fàbrica textil a Manchúria. Més tard va tornar al Japó i va obrir l'oficina de patents de Nagoya. En aquella època es va unir al moviment pacifista que lluitava contra les armes nuclears amb l'objectiu de transmetre a la comunitat internacional les experiències dels supervivents d'Hiroshima i Nagasaki, els coneguts com hibakusha. Així, va traduir el llibre "Víctimes de la bomba atòmica" a l'esperanto amb el títol Viktimoj de la atombombo. Va ser membre de l'associació pacifista esperantista internacional Mondpaca Esperantista Movado, d'influència soviètica, i també de l'Associació Universal d'Esperanto. El 1965 va participar activament al Congrés Universal d'Esperanto celebrat al Japó. Degut a la seva correspondència amb esperantistes vietnamites es va interessar pel conflicte d'aquest país i es va unir al moviment que lluitava contra la guerra del Vietnam. Va conèixer Katsuichi Honda, corresponsal de guerra al Vietnam i autor d'un influent llibre sobre la Massacre de Nanquín, i va començar a traduir a l'esperanto l'obra d'aquest periodista sobre la guerra del Vietnam. Katsuichi Honda publicaria el seu llibre "La Guerra del Vietnam: un informe a través d'ulls asiàtics" el 1972. La versió en esperanto va quedar sense acabar per la mort de Yui Chunoshin.
L'11 de novembre de 1967 es va immolar davant la residència del primer ministre (i futur premi nobel de la pau) Eisaku Sato, en protesta pel suport del govern japonès als Estats Units a la Guerra del Vietnam. Yui Chunoshin seguia així l'exemple de la també pacifista i esperantista Alice Herz, que el 1965 i amb 82 anys havia fet una acció similar als Estats Units. Chunoshin va morir a l'hospital l'endemà com a conseqüència de les cremades. Tenia 73 anys. A la seva nota de suïcidi es dirigia a Sato com "La seva Excel·lència" [kakka]" i expressava la seva intenció d'oposar-se amb la seva mort al compromís que aquest havia mostrat envers la violència al Vietnam, que li recordava la violència que el Japó havia infligit anys abans a la Xina. Potser amb la voluntat que coincidís amb aquesta efemèride, l'11 de novembre de 2014 un altre activista japonès es va immolar en protesta per la proposta d'abolir l'article 9 de la Constitució Japonesa.

## Obres
- Viktimoj de la atombombo. Travivaĵoj de atomvunditoj en Hiroŝima. Traduïda per Jui Ĉunoŝin. Asake-Syoboo, Tòquio, 1968